# Historia de una noche (película de 1941)

 Historia de una noche  es una película argentina del género de drama filmada en blanco y negro dirigida por Luis Saslavsky sobre su propio guion escrito en colaboración con Carlos Adén según la obra teatral Mañana es feriado, de Leo Perutz que se estrenó el 9 de abril de 1941 y que tuvo como protagonistas a Santiago Arrieta, María Esther Buschiazzo, Sebastián Chiola, Pedro López Lagar, Felisa Mary y Sabina Olmos. El mismo director hizo una nueva versión en 1963 en España. Fue de las primeras adaptaciones importantes de un autor extranjero en el cine argentino y su repercusión seguramente contribuyó a la tendencia internacionalista que se fortaleció con el tiempo.
En una encuesta de las 100 mejores películas del cine argentino llevada a cabo por el Museo del Cine Pablo Ducrós Hicken en el año 2000, la película alcanzó el puesto 43.

## Sinopsis
Un hombre regresa al pueblo después de un largo tiempo y se encuentra con su exnovia, que se está casada con un esposo en situación económica desesperada.

## Reparto
- Santiago Arrieta
- Elisa Arroyo
- María Esther Buschiazzo
- Sebastián Chiola
- Victoria Cuenca
- Rafael Frontaura
- Alfredo Jordan
- Pedro López Lagar
- Felisa Mary
- Sabina Olmos
- Raimundo Pastore
- Elvira Quiroga
- Renée Sutil
- Ramón J. Garay
- Claudio Martino

## Comentario
Manrupe y Portela escriben del filme:

"excelente historia de ocultamientos y sacrificios, contada desde cierto costumbrismo pueblerino y cínico. Filmada en un mes, su narración y su tempo todavía consiguen atrapar en uno de los nejores títulos de su director".

El crítico Di Núbila destaca a Pedro López Lagar en su interpretación de un cínico querible que, aunque incurrió en cierta afectada acidez, fue inteligente y personal, así como las excelentes actuaciones de Santiago Arrieta, Sabina Olmos, Felisa Mary y Sebastián Chiola. Sobre el filme agrega que 

"el talento de Saslavsky se patentizó en el ensamble de componentes narrativos previamente valorizados por un tratamiento bastante adulto. Esa probidad y equilibrio, más el empleo funcional de una fotografía calidad Etchebehere, le permitió obtener verosimilitud, drama, humor, suspenso y toques poéticos. O, para decirlo más redondamente, la película que él se propuso".

El crítico Fernando Peña opinó:

"Como indica Abel Posadas, una zona importante del film se anticipa notoriamente al Puig de Boquitas pintadas (y desde luego a la versión que dirigió Torre Nilsson) en la descripción impiadosa de los prejuicios y rituales de la vida social provinciana. En una trama donde nadie es exactamente lo que parece, se destaca el personaje que interpreta López Lagar, uno de esos solitarios y marginales que se dejan llevar por la vida y que reaparecen con frecuencia en la filmografía del realizador. En ese sentido, aunque el contexto no es policial, el personaje de López Lagar prefigura ciertos elementos del film noir en su aceptación resignada de los caprichos del destino y en su voluntad de desaparecer de la vida de los demás sin dejar ni siquiera un buen recuerdo....Saslavsky...logró por primera vez esa rara combinación de satisfacción artística y repercusión comercial.

## Premios
Entre los premios otorgados por la Academia de Artes y Ciencias Cinematográficas de la Argentina en 1941, la película recibió el de mejor actor para Sebastián Chiola, la mejor adaptación para Saslavsky y Adén, la mejor fotografía para Etchebehere y la de mejor director para Saslavsky.

## Pérdida y recuperación de la copia
El negativo original de la película se perdió pero una copia original en 35mm. fue conservada por la Filmoteca Buenos Aires y a partir de ella el Instituto Nacional de Cine y Artes Audiovisuales realizó un nuevo negativo.